# Massenheim
Massenheim is een plaats in de Duitse gemeente Hochheim am Main, deelstaat Hessen, en telt 1500 inwoners (2006).